# Dolina Przednich Koperszadów

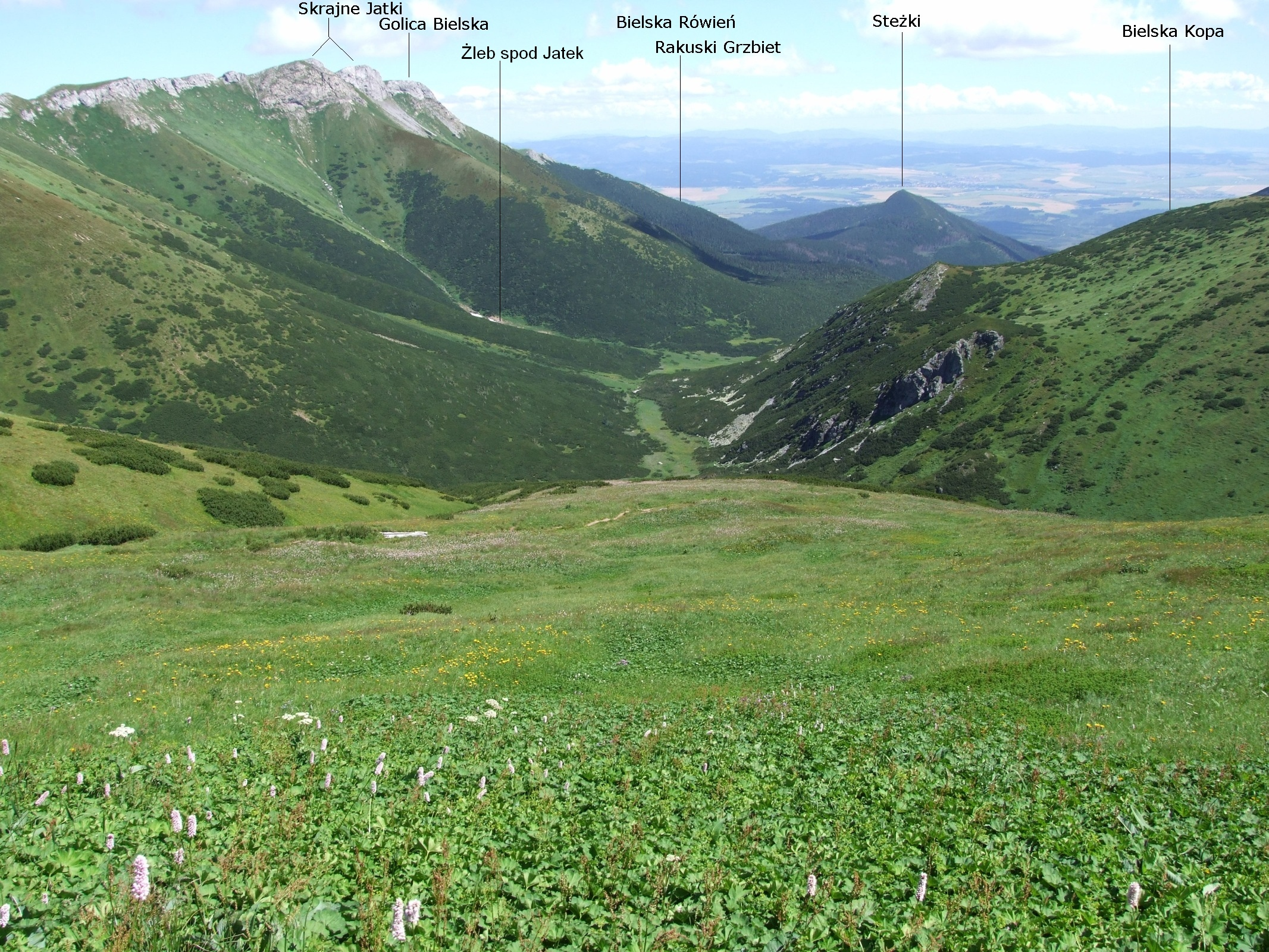
Dolina Przednich Koperszadów, widok z okolicy Szalonego Przechodu

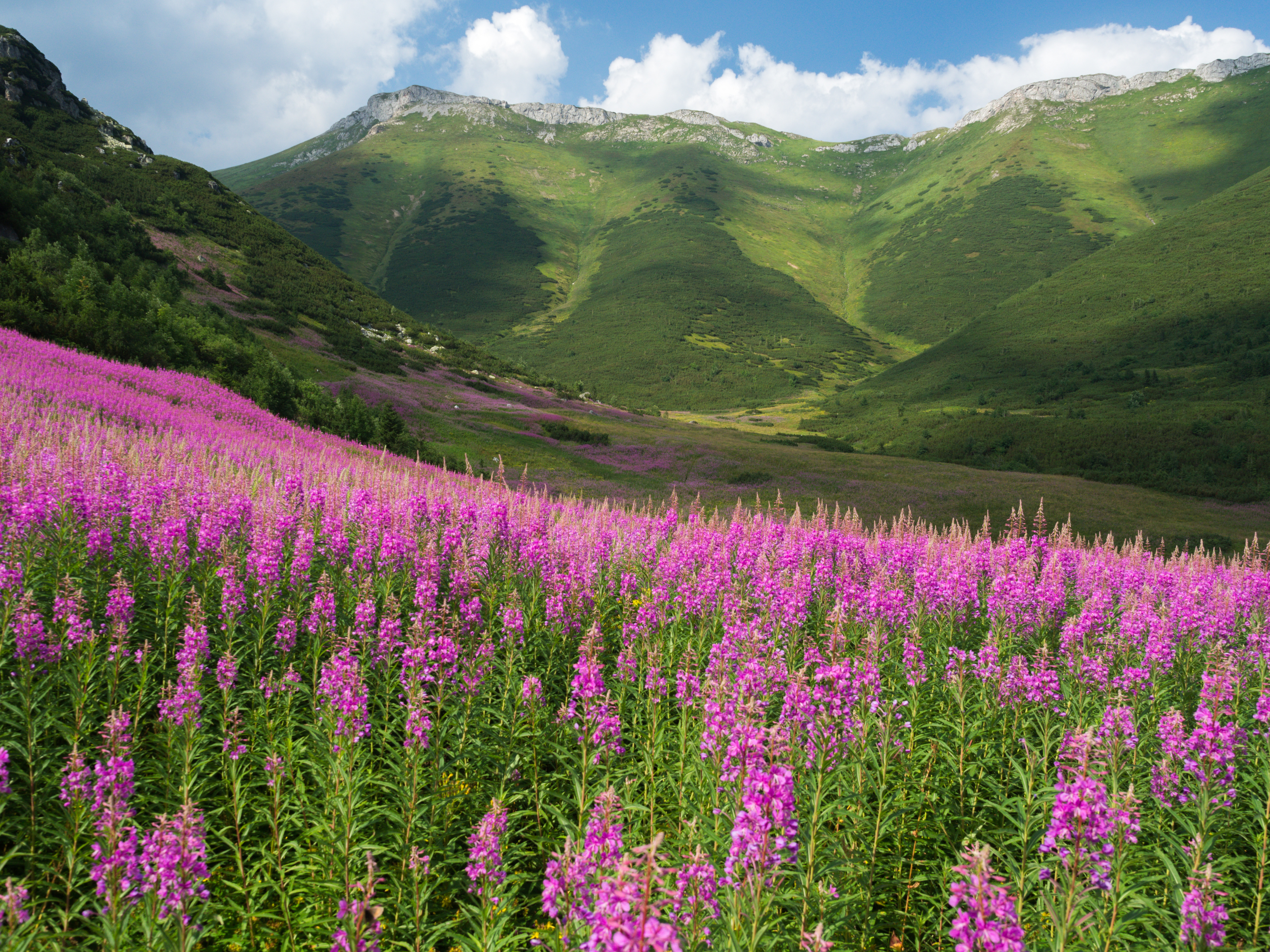
Zadnie Jatki górujące nad Doliną Przednich Koperszadów, kwitnąca wierzbówka kiprzyca

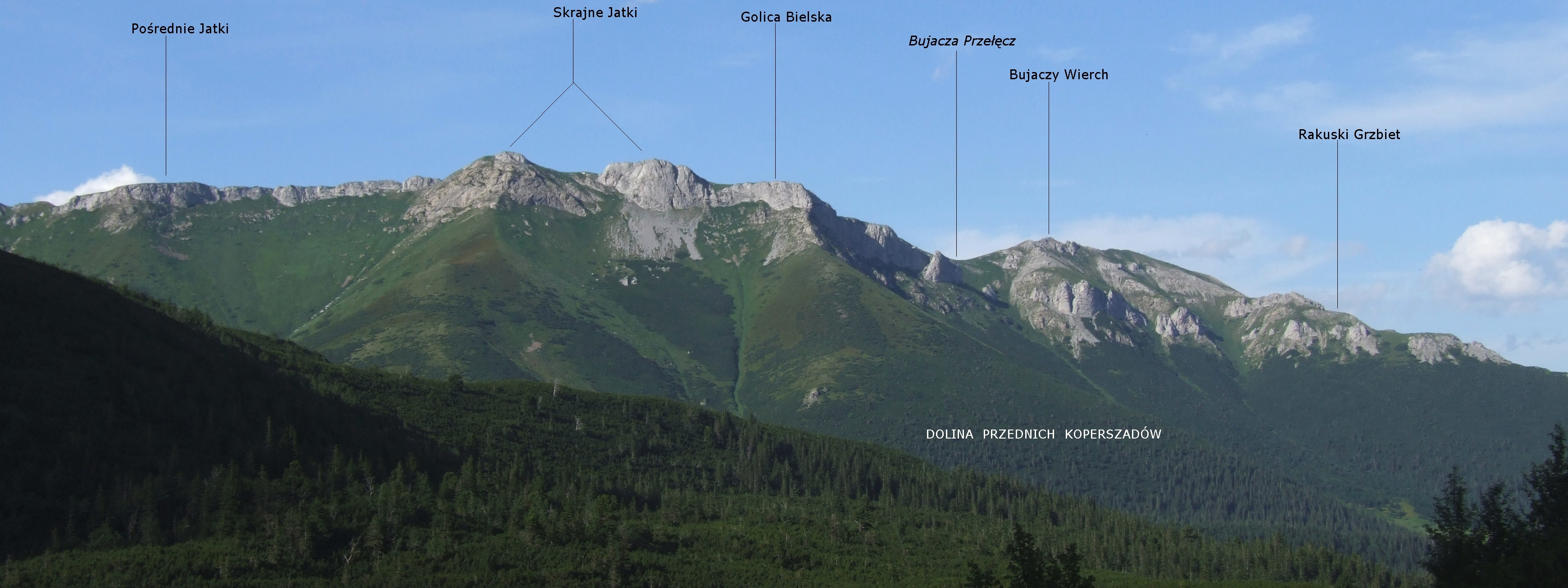
Widok z Zielonej Doliny Kieżmarskiej

Dolina Przednich Koperszadów, Przednie Koperszady (niem. Vordere Kupferschächte, słow. Predné Meďodoly, Predné Koperšády, węg. Elülső-Rézaknák völgye) – północne odgałęzienie Doliny Kieżmarskiej (dolina Bielej vody Kežmarskej).

## Topografia
Dnem doliny przebiega granica pomiędzy Tatrami Wysokimi a Tatrami Bielskimi. Od północnej strony obramowanie doliny tworzą południowe stoki Tatr Bielskich od Szalonego Wierchu (Hlúpy) przez Bielskie Jatki (Jatky) po Bujaczy Wierch (Bujačí vrch), od północnej stoki Kopy Bielskiej należącej do Tatr Wysokich. Płaskie dno doliny bliżej jej górnego końca nosi nazwę Bielskiej Równi. Prowadzi tędy szlak turystyczny i spotykają się tutaj wyloty dwóch dolin: Przednich Koperszadów oraz Doliny Białych Stawów (dolina Bielych plies), rozdziela je grzęda Bielskiej Kopy (Bielanska Kopa). Dnem doliny płynie Potok spod Kopy (Napájadlový potok), wypływający spod Przełęczy pod Kopą i uchodzący do Zielonego Potoku Kieżmarskiego.

## Opis doliny
Dolina Przednich Koperszadów, mimo że zaliczana jest do systemu dolin Tatr Wysokich, krajobrazowo i geologicznie należy do Tatr Bielskich. Spomiędzy łagodnych, porośniętych trawą zboczy sterczą białe turnie wapiennych skał. Dolina leży w granicach rezerwatu TANAP-u (Tatranský národný park). Dla turystów dostępne są tylko skrajne okolice doliny: wlot ze szlaku przebiegającego przez Dolinę do Siedmiu Źródeł oraz jej górna część przy podejściu na Przełęcz pod Kopą, skąd szlak prowadzi dalej do Doliny Zadnich Koperszadów (Zadné Meďodoly), należącej do systemu Doliny Jaworowej (Javorová dolina).

## Historia
Dolina była dawniej wypasana i to od XV w. aż do II wojny światowej. Była własnością Białej Spiskiej. W XVII w. prowadzono w dolinie prace górnicze, właśnie od tych prac pochodzi nazwa doliny. Według Wielkiej encyklopedii tatrzańskiej nazwa Koperszady jest związana z prowadzonym na obszarze doliny kopalnictwem rud miedzi. Zajęciem tym w XVIII wieku, a być może również wcześniej, zajmowali się niemieccy górnicy ze Spisza. Teren ten nazywano po niemiecku: Kupferschächte (szyby miedzi). Z tego powstały polskie Koperszady i słowackie Koperšády (obecnie Meďodoly). Nazwa jest bardzo stara; znana jest od 1435 r. jako Kompenschecht, w latach 1589–1595 jako Kumperszachty. Walery Eljasz-Radzikowski (1894) twierdził, że nazwa pochodzi od niemieckiego słowa Koperschãchte, czyli szyby pod Kopą.
W latach 1876–1880 stało na Przednich Koperszadach Schronisko Idziego. Zimą jako pierwsi do doliny dotarli Theodor Wundt i przewodnik Jakob Horvay 16 kwietnia 1884 r.

## Szlaki turystyczne
– dolnym skrajem doliny prowadzi górny odcinek zielonego szlaku z Tatrzańskiej Kotliny nad Wielki Biały Staw w Dolinie Białych Stawów. Czas przejścia całego szlaku: 3:10 h, ↓ 2:20 h
  – górne piętro doliny przecina niebieski szlak znad Wielkiego Białego Stawu przez Wyżnią Przełęcz pod Kopą na Przełęcz pod Kopą na odcinku od Wyżniej Przełęczy pod Kopą. Czas przejścia znad stawu na Przełęcz pod Kopą: 45 min, ↓ 35 min